# 清豐路
清豐路（Qingfeng Rd.）為高雄市楠梓區的南北向道路，北起於寶溪南街，南止於楠梓路，是楠梓土庫地區的主要道路。另有清豐一路、清豐二路、清豐三路、清豐五路、清豐六路五條同為南北向的道路群。

## 行經行政區域
- 楠梓區

## 沿線設施
（由北至南）
- 典寶溪
- 高雄市立楠梓高級中學
- 清豐棒球場
- 清福公園
- 全家便利商店高雄土庫店
- 清泰公園
- 衛生福利部南區兒童之家

## 公共自行車
- 高雄市公共自行車租賃系統：
  - 楠梓高中：清豐路19號(前人行道)
  - 清福公園：土庫路283號(對側)

## 相關連結
- 高雄市主要道路列表